# Cieza (Kantábria)
Cieza egy község Spanyolországban, Kantábria autonóm közösségben. Cieza Los Corrales de Buelna, Arenas de Iguña, Los Tojos, Ruente és Mazcuerras községekkel határos. Lakosainak száma 546 fő (2024).

## Népesség
A település népessége az elmúlt években az alábbi módon változott:
| Lakosok száma | 692  | 664  | 647  | 614  | 603  | 576  | 536  | 538  | 548  | 546  |
|               | 2001 | 2004 | 2007 | 2009 | 2012 | 2014 | 2017 | 2019 | 2022 | 2024 |